# John Steel
John Steel (n. 4 februarie 1941, Gateshead, Anglia, Regatul Unit) este un muzician englez care este bateristul pentru The Animals. După ce a servit ca toboșar al trupei la înființarea acesteia în 1963, el este singurul membru original al trupei care cântă în încarnarea actuală a The Animals. A fost inclus cu trupa în Rock and Roll Hall of Fame în 1994.

## Viața timpurie
John Steel a fost cel mai mic dintre cei patru copii. A urmat cursurile Gateshead Grammar School. În copilărie, el și frații săi au luat lecții de pian, deși numai Steel va continua să aibă o carieră în muzică. Crescând, Steel a fost expus la înregistrări de la Bing Crosby, Al Jolson, Fats Waller și Sid Phillips. 

## Cariera

### Începutul carierei
Steel și-a început cariera de muzician în timp ce era încă la școală în jurul anului 1957. L-a cunoscut pe viitorul cântăreț al trupei Animals, Eric Burdon, în timp ce studiau împreună la Newcastle College of Art and Industrial Design. După facultate și înainte de a forma trupa, a obținut un loc de muncă în biroul de desen al unei companii de avioane, pe care ulterior a etichetat-o „îngrozitor”.
Instrumentul său principal în acest moment era trompeta, care era instrumentul pe care îl cânta în primul grup în care el și Burdon erau împreună. Influențele muzicale ale lui Steel au venit inițial din jazzul tradițional, dar mai târziu a atras influența din jazzul modern. Când a trecut la tobe, Steel i-a admirat pe toboșari de jazz precum Elvin Jones și Art Blakey. Au trecut de la jazz pentru a îmbrățișa noua explozie rock 'n' roll.
„Când cântam la tobe, mai degrabă decât la trompetă, nu m-am simțit niciodată suficient de încrezător, pentru că oamenii de care am fost influențat și admirat erau baterii de jazz... Nu aveam cum să fiu atât de bun, așa că nu m-am considerat niciodată bun suficient pentru a aspira la așa ceva. Dar cumva am căzut accidental în rock 'n' roll și R&B.”—John Steel, Interviu, 2011.

### Animalele

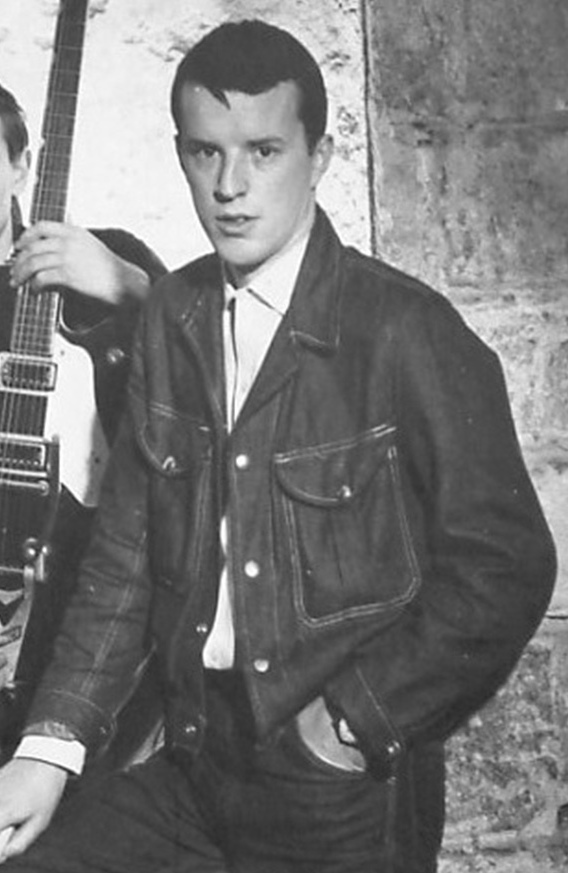
Steel cu the Animals în 1964

În martie 1959, Steel l-a întâlnit pe Alan Price la o biserică din Byker, Newcastle și cu Hilton Valentine (chitară) și Chas Chandler (bas) a format o trupă; până în 1960, Alan Price Combo dobândise o reputație în Newcastle. Burdon s-a alăturat în 1962 dintr-o trupă numită The Pagans și s-au născut Animals. Cariera lor a mers în întreaga lume la sfârșitul anului 1964, cu interpretarea cântecului popular tradițional The House of the Rising Sun.
Steel a continuat să cânte și să înregistrarea cu ei până în februarie 1966. Ultimul său înregistrat single cu grupul a fost „Inside Looking Out ". De-a lungul anilor, Steel a rămas activ ca toboșar local cu jumătate de normă și s-a alăturat mai multor întrupări ale reuniunii Animals.
În 1977, Steel a cântat și a înregistrat cu membrii originali ai The Animals în timpul unei scurte reuniuni și li sa alăturat din nou pentru o nouă renaștere în 1983.
Steel, cu toți cântărețul Eric Burdon dintre membrii clasici, au fost prezenți la introducerea trupei în Rock and Roll Hall of Fame în 1994.

### Cariera în afaceri și Eggs over Easy
Ulterior, Steel s-a întors la Newcastle și a devenit om de afaceri, lucrând în același timp în organizațiile de management și publicații ale fostului coleg de trupă Chas Chandler. În 1971, Chandler l-a prezentat trupei Eggs over Easy, alături de care a cântat când au început genul muzical pub rock.

### Versiuni mai noi ale Animalelor
Din 1993, Steel a făcut turnee ca baterist cu variații ale formației Animals, inclusiv Hilton Valentine, Dave Rowberry, Zoot Money și Mick Gallagher.
În 1993, Hilton Valentine a format „Animals II”, căruia i s-au alăturat John Steel în 1994 și Dave Rowberry în 1999. Alți membri ai acestei versiuni a trupei includ Steve Hutchinson, Steve Dawson și Martin Bland. Din 1999 și până la plecarea lui Valentine în 2001, trupa a făcut un turneu sub numele de Animals.

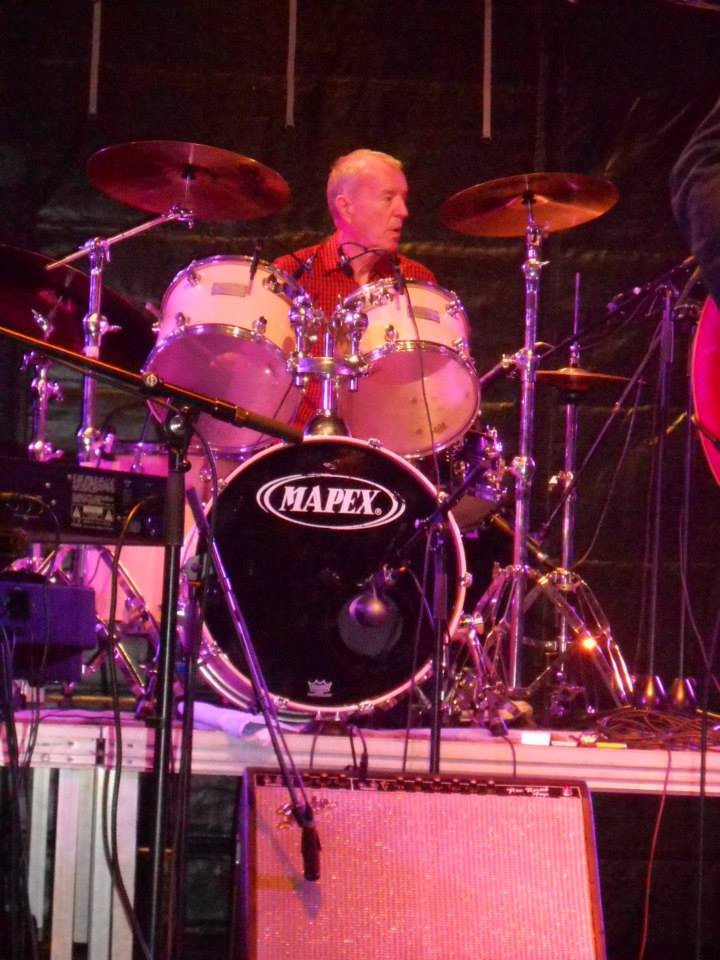
John Steel în timpul unui concert al Animals & Friends în Hastière-Lavaux, Belgia

După ce Valentine a părăsit această încarnare a animalelor în 2001, Steel și Rowberry au continuat ca „Animals and Friends”, cu Peter Barton, Jim Rodford și John Williamson, alături de ex-basistul „New Animals” [[Danny McCulloch] ]. Când Rowberry a murit în 2003, a fost înlocuit de Mickey Gallagher (care l-a înlocuit pentru scurt timp pe Alan Price în 1965). Animals and Friends continuă să joace și astăzi și joacă frecvent angajamente pe o navă Color Line care călătorește între Scandinavia și (Germania).

### Alte lucrări
În 2003, Steel a oferit o recenzie invitată a „Sick of Being Me”, un roman al lui Sean Egan, un romancier și jurnalist cu o serie de publicații legate de industria muzicală. Romanul se referă la provocările pentru un muzician care se luptă în anii 1990.

### Denumirea proprietății animalelor
În 2008, un arbitru a stabilit că John Steel deținea numele „The Animals” în Marea Britanie, în virtutea unei înregistrări a mărcii înregistrate de Steel în legătură cu numele. Eric Burdon s-a opus înregistrării mărcii, argumentând că Burdon a întruchipat personal orice bunăvoință asociată cu numele „Animalelor”. Argumentul lui Burdon a fost respins, în parte pe baza faptului că el însuși se autoproclamase „Eric Burdon and the Animals” încă din 1967, separând astfel bunăvoința asociată cu propriul său nume de cea a trupei.<ref. >„Ex-Animals Singer Eric Burdon Dissses Drummers, Pierde marca comercială – TwentyFourBit”. 12 noiembrie 2019.</ref>
În 2013, Eric Burdon a câștigat un recurs, făcându-l proprietarul numelui Animals.